# ميخائيل ووكر (رياضياتي)
ميخائيل ووكر (بالإنجليزية: Michael Walker)‏ هو رياضياتي بريطاني، ولد في 14 يناير 1947، وتوفي في 27 سبتمبر 2018 بسبب ذات الرئة القصبية.